# Tom Arnold
Thomas Duane "Tom" Arnold (Ottumwa, 6 de março de 1959) é um ator e comediante americano. Estrelou diversos filmes, como True Lies, de 1994, e apresentou o programa de televisão The Best Damn Sports Show Period por quatro anos.

## Biografia
Arnold nasceu no estado americano de Iowa, filho de Linda Kay Graham (nascida Collier) e Jack Arnold. Tem seis irmãos: Lori, Johnny, Scott, Chris, Marla, and Mark. Arnold frequentou a Ottumwa High School e a Universidade de Iowa. Começou a fazer comédia stand-up com 23 anos de idade.

## Carreira
- Roseanne (1989–1993) (TV)
- Freddy's Dead: The Final Nightmare (1991)
- Backfield in Motion (1991) (filme para a TV)
- Hero (1992)
- The Jackie Thomas Show (1992–1993) (TV)
- The Woman Who Loved Elvis (1993) (filme para a TV)
- Coneheads (1993)
- Body Bags (1993) (filme para a TV)
- Undercover Blues (1993)
- True Lies (1994)
- Nine Months (1995)
- Big Bully (1996)
- Carpool (1996)
- The Stupids (1996)
- Touch (1997)
- McHale's Navy (1997)
- Austin Powers: International Man of Mystery (1997)
- Hacks (1997)
- The Tom Show (1997–1998) (TV)
- National Lampoon's Golf Punks (1998)
- Buster & Chauncey's Silent Night (1998) (voz)
- Jackie's Back (1999) (filme para a TV)
- Blue Ridge Fall (1999)
- Bar Hopping (2000) (filme para a TV)
- Animal Factory (2000)
- We Married Margo (2000) (part. especial)
- Civility (2000)
- Just Sue Me (2000)
- Shriek If You Know What I Did Last Friday the Thirteenth (2000)
- Ways of the Taxidermist (2000)
- Welcome to Hollywood (2000) (part. especial)
- Romantic Comedy 101 (2001) (filme para a TV)
- Exit Wounds (2001)
- Lloyd (2001)
- Ablaze (2001)
- Return of the Taxidermist (2002)
- Hansel & Gretel (2002)
- Children on Their Birthdays (2002)
- Dennis the Menace in Cruise Control (2002) (filme para a TV) (voz)
- Manhood (2003)
- Cradle 2 the Grave (2003)
- National Lampoon's Barely Legal (2003)
- Dickie Roberts: Former Child Star (2003)
- Just for Kicks (2003)
- Soul Plane (2004)
- Mr. 3000 (2004) (cameo)
- Revenge of the Taxidermist (2005)
- Happy Endings (2005)
- Kicking & Screaming (2005) (part. especial)
- Rebound (2005) (part. especial)
- The Kid & I (2005)
- Chasing Christmas (2005) (filme para a TV)
- Three Wise Guys (2005) (filme para a TV)
- Cloud 9 (2006)
- Homo Erectus (2007)
- Pride (2007)
- Palo Alto (2007)
- Jocking Around (2007)
- The Final Season (2007)
- Gardens of the Night (2008)
- Good Dick (2008)
- This Is Not a Test (2008)
- The Year of Getting to Know Us (2008)
- Remarkable Power (2008)
- Moonlight & Mistletoe (2008) (filme para a TV)
- Unstable Fables: The Goldilocks and 3 Bears Show (2008) (voz)
- A Christmas Proposal (2008)
- My Big Redneck Wedding (2008–2009) (série de TV)
- MERRIme.com (2009)
- Oranges (2009)
- The Skeptic (2009)
- The Jerk Theory (2009)
- American Summer (2009)
- April Showers (2009)
- The 1 Second Film (2009) (produtor)
- Heckle U (CBS Web Series) (2009)
- Sons of Anarchy (2009)
- The Group (2010)
- Hard Breakers (2010)
- Last Call (2010)
- The Bad Penny (2010)
- Endure (2010)
- Firedog (2010) (voz)